# Jesionka (Nowa Wieś Szlachecka)
Jesionka – południowo-zachodni przysiółek wsi Nowa Wieś Szlachecka w Polsce położony w województwie małopolskim, w powiecie krakowskim, w gminie Czernichów.
W latach 1975–1998 miejscowość administracyjnie należała do województwa krakowskiego.